# Festival cinematografico internazionale di Mosca 1997
La 20ª edizione del Festival cinematografico internazionale di Mosca si è svolta a Mosca dal 19 al 29 luglio 1997.
Il San Giorgio d'Oro fu assegnato al film statunitense La stanza di Marvin diretto da Jerry Zaks.

## Giuria
- Oleg Menšikov ( Russia - Presidente della Giuria)
- Georgi Djulgerov ( Bulgaria)
- Irakli Kvirikadze ( Georgia)
- Fernando Méndez-Leite ( Spagna)
- Michel Seydoux ( Francia)
- Sergio Olhovich ( Messico)
- Mrinal Sen ( India)
- Beata Tyszkiewicz ( Polonia)

## Film in competizione
| Film                                                                      | Regista           | Nazione                              |
| ------------------------------------------------------------------------- | ----------------- | ------------------------------------ |
| Suvaroteiru                                                               | Shunji Iwai       | Giappone                             |
| Blue Mountain                                                             | Thomas Tanner     | Svizzera, Germania                   |
| Il ministro dello stato (Ságojoga ministtar)                              | Paul-Anders Simma | Finlandia, Norvegia, Svezia          |
| Knockin' on Heaven's Door                                                 | Thomas Jahn       | Germania, Paesi Bassi, Belgio        |
| Comme des rois                                                            | François Velle    | Francia                              |
| La stanza di Marvin (Marvin's Room)                                       | Jerry Zaks        | USA                                  |
| Pułapka                                                                   | Adek Drabiński    | Polonia                              |
| I fratelli Witman (Witman fiuk)                                           | János Szász       | Ungheria, Francia, Germania, Polonia |
| Marianna Ucrìa                                                            | Roberto Faenza    | Italia, Francia, Portogallo          |
| Madre e figlio (Mat' i syn)                                               | Aleksandr Sokurov | Russia, Germania                     |
| Le plus beau métier du monde                                              | Gérard Lauzier    | Francia                              |
| Hotel Shanghai                                                            | Peter Patzak      | Austria, Cina                        |
| Fei hu                                                                    | Gordon Chan       | Hong Kong                            |
| Killer per caso, truffatore per scelta (Bring Me the Head of Mavis Davis) | John Henderson    | Regno Unito                          |
| Sardari Begum                                                             | Shyam Benegal     | India                                |
| Chevrolet                                                                 | Javier Maqua      | Spagna                               |

## Premi
- San Giorgio d'Oro: La stanza di Marvin, regia di Jerry Zaks
- San Giorgio d'Argento Speciale: Madre e figlio, regia di Alexander Sokurov
- San Giorgio d'Argento:
  - Miglior Regista: János Szász per I fratelli Witman
  - Miglior Attore: Til Schweiger per Knockin' on Heaven's Door
  - Miglior Attrice: Isabel Ordaz per Chevrolet
- Premio FIPRESCI: I fratelli Witman, regia di János Szász
- Premio onorario per il contributo al cinema: 
  - Robert De Niro, attore (USA)
  - Andrej Končalovskij, regista (Russia)
  - Sophia Loren, attrice (Italia)
  - Catherine Deneuve, attrice (Francia)